# Sigmund von Wróblewski
Zygmunt Florenty Wróblewski (Hrodna, 28 ottobre 1845 – Cracovia, 16 aprile 1888) è stato un fisico e chimico polacco.

## Biografia
Nacque a Hrodna (allora nell’Impero russo, ora in Bielorussia). Intraprese gli studi presso l’Università di Kiev che interruppe nel 1863 quando fu arrestato per aver partecipato alla Rivolta di Gennaio contro l’Impero Russo. Dopo un esilio di sei anni prima in Siberia e poi nel governatorato di Kazan' riprese gli studi a Berlino e successivamente ad Heidelberg, conseguendo il dottorato presso l’Università di Monaco. A partire dal 1876 insegnò presso l’Università di Strasburgo, divenendo nel 1880 membro della Accademia Polacca della Cultura. Dopo essere stato introdotto allo studio della condensazione dei gas da Louis-Paul Cailletet  della École Normale Supérieure ottenne una cattedra di fisica a Cracovia  presso l'Università Jagellonica  ove continuò gli studi sui gas e iniziò una collaborazione scientifica con Karol Olszewski. Mentre studiava l’acido carbonico scoprì la formazione di clatrati dell'anidride carbonica.
Il 29 marzo del 1883 Wróblewski e Olszewski usarono una nuova metodica per la liquefazione dell’ossigeno e il 13 aprile dello stesso anno dell’azoto. Il 25 marzo 1888 mentre studiava alcune proprietà dell’idrogeno rovesciò una lampada a cherosene provocando un incendio in cui rimase severamente ustionato. Ricoverato presso l’Ospedale di Cracovia morì tre settimane dopo. 
A Zygmunt Florenty Wróblewski la UAI ha intitolato il cratere lunare Wróblewski.